# Los Angeles, police judiciaire
Pour les articles homonymes, voir Law and Order et La Loi et l'Ordre.
New York, cour de justice Law and Order True Crime
Los Angeles, police judiciaire ou Los Angeles District (Law and Order: Los Angeles) est un spin-off de New York, police judiciaire en 22 épisodes de 45 minutes, créé par Dick Wolf et diffusé entre le 29 septembre 2010 et le 11 juillet 2011 sur le réseau NBC.
La série est diffusée en Suisse depuis le 14 mars 2011 sur TSR1, en Belgique depuis le 17 mars 2011 sur La Une, en France depuis le 17 septembre 2011 sur TF1, puis rediffusée à partir du 14 septembre 2012 sur 13e rue et dès le 28 avril 2014 sur TV Breizh. Elle reste inédite au Québec.
C'est la cinquième série de la franchise Law & Order.

## Synopsis
À Los Angeles, un duo d'inspecteurs mène l'enquête. Les criminels sont ensuite poursuivis par un groupe de procureurs.

## Distribution

### Acteurs principaux
- Rachel Ticotin (VF : Véronique Augereau) : lieutenant Arleen Gonzales
- Alfred Molina (VF : Gabriel Le Doze) : inspecteur Ricardo Morales, Substitut du procureur
- Corey Stoll (VF : Joël Zaffarano) : inspecteur Tomas « TJ » Jaruszalski
- Skeet Ulrich (VF : Alexis Victor) : inspecteur Rex Winters, ancien marine qui a épousé une ex-lieutenant de police (14 épisodes)
- Terrence Howard (VF : Serge Faliu) : le substitut du procureur Jonah « Joe » Dekker (16 épisodes)
- Tamlyn Tomita (VF : Sabeline Amaury) : Dr Miwako Nishizawa, le médecin légiste (10 épisodes)
- Peter Coyote (VF : Bernard Tiphaine) : le procureur Jerry Hardin (8 épisodes)
- Alana de La Garza (VF : Chantal Baroin) : l'assistante du procureur Consuelo « Connie » Rubirosa (8 épisodes)
- Regina Hall (VF : Ninou Fratellini) : le substitut du procureur Evelyn Price (7 épisodes)
- Megan Boone (VF : Karine Foviau) : le substitut du procureur Lauren Stanton (7 épisodes)
- Teri Polo : Casey Winters, la femme de Rex (3 épisodes)

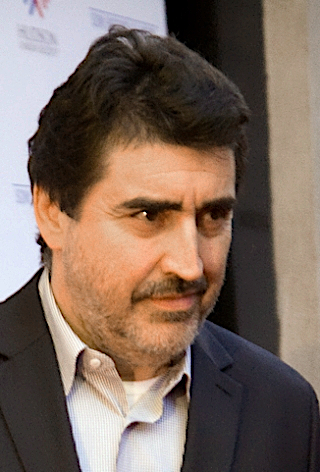
Alfred Molina interprète Ricardo Morales
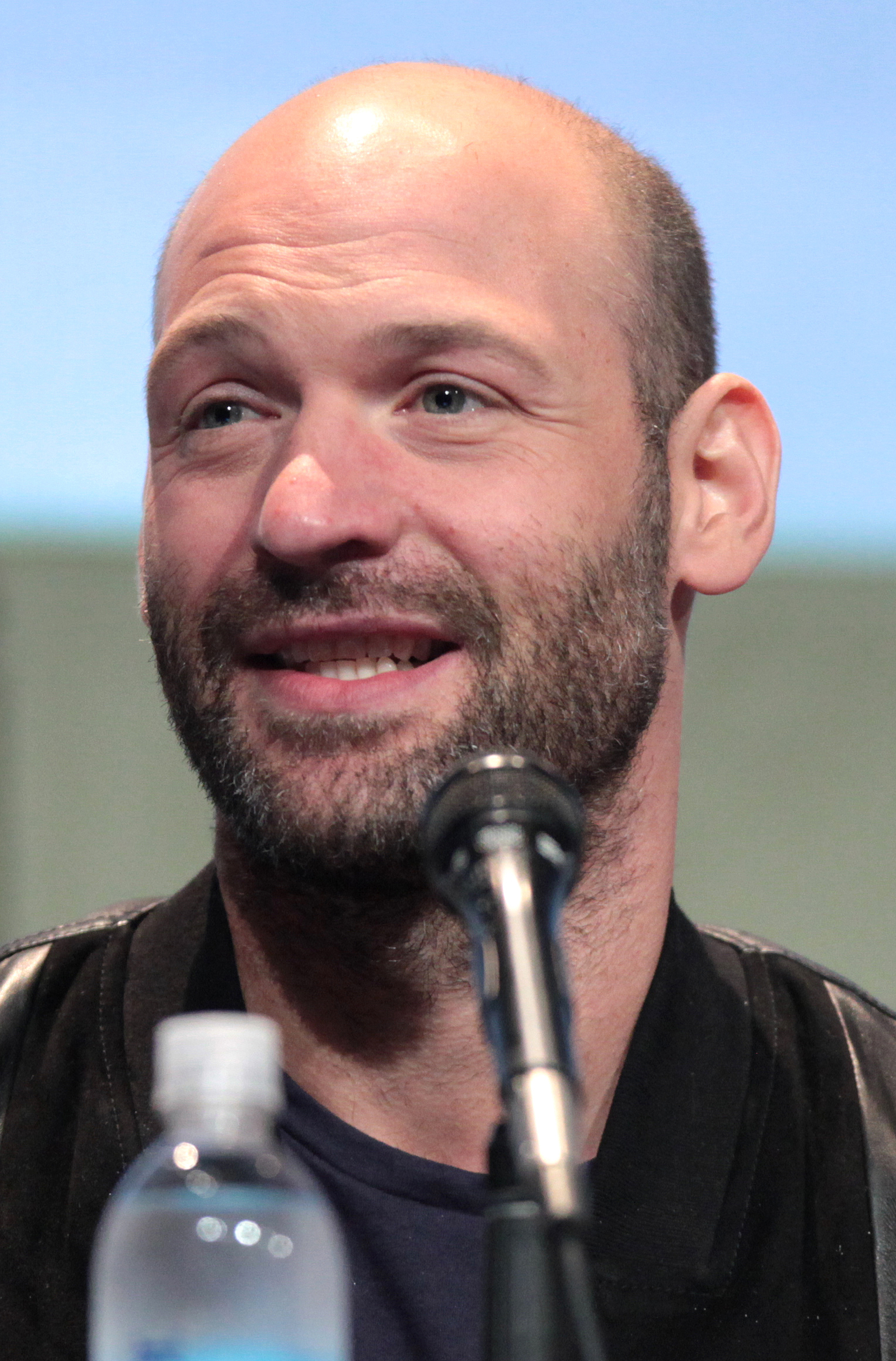
Corey Stoll interprète Thomas Jaruszalski
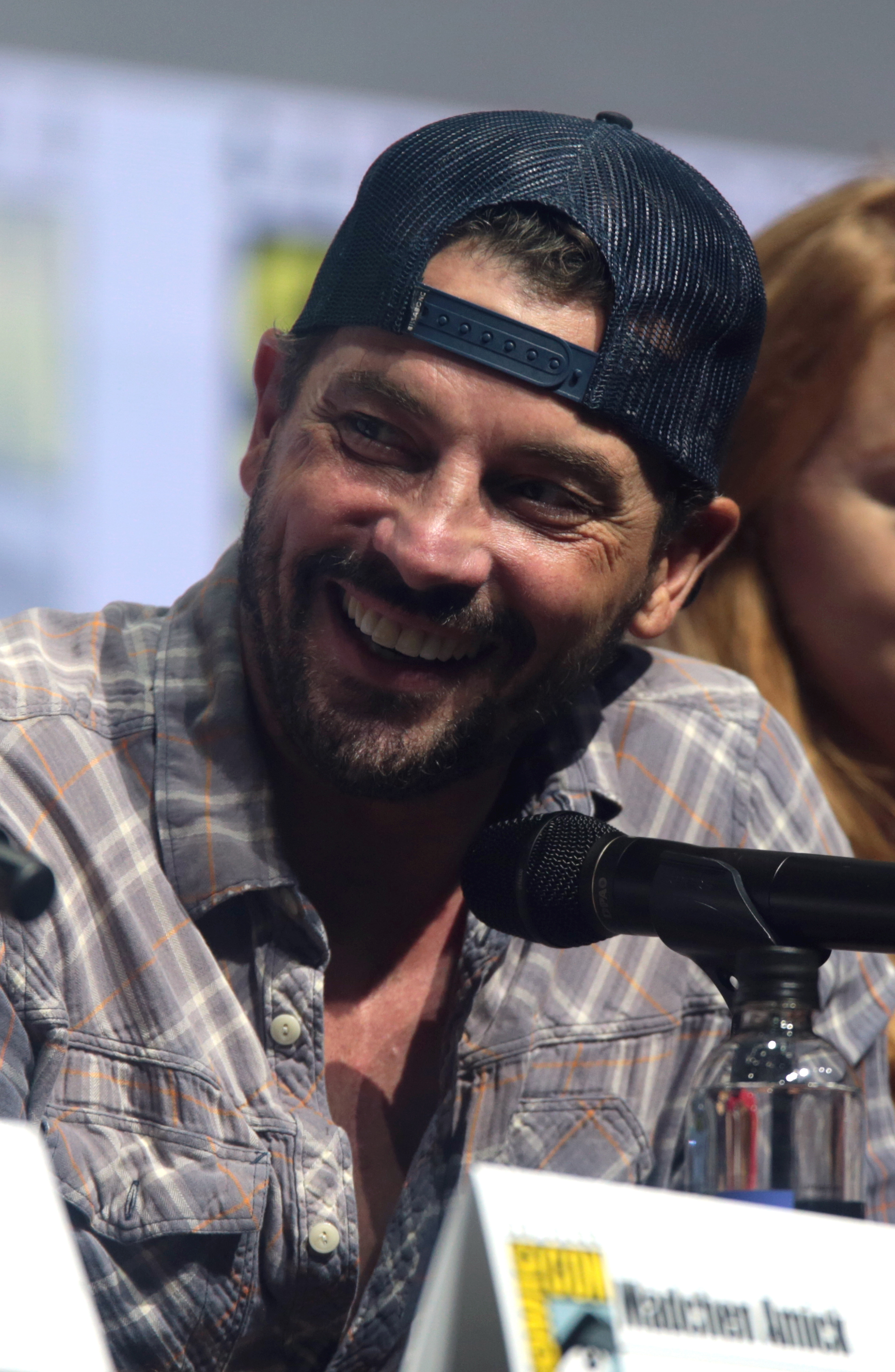
Skeet Ulrich interprète Rex Winters
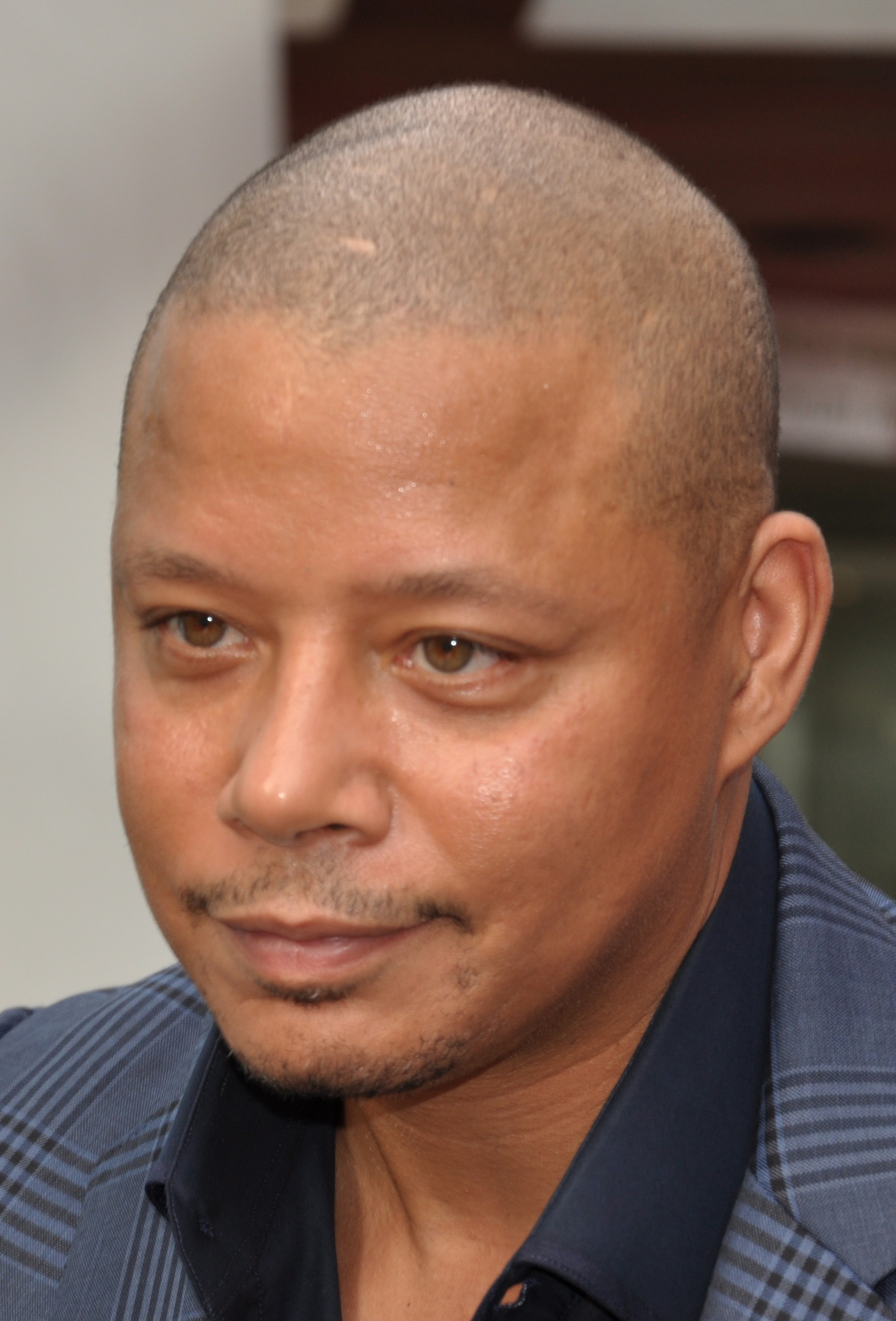
Terrence Howard interprète Jonah Dekker
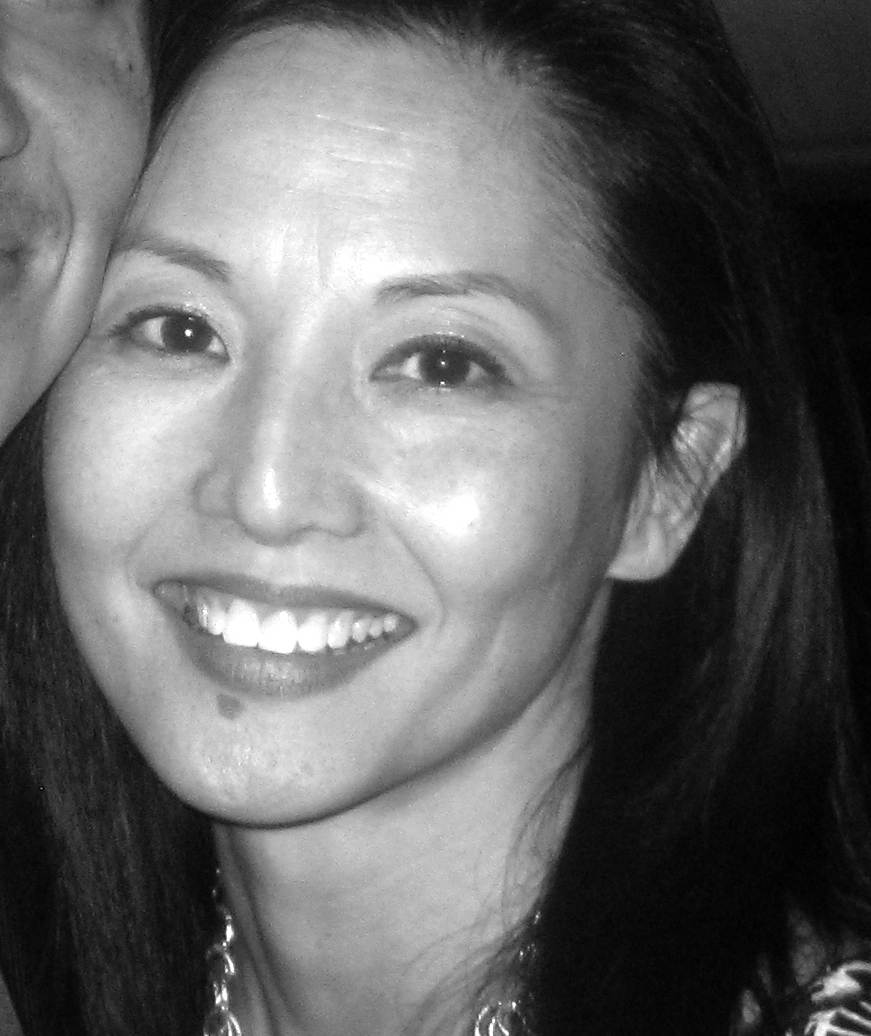
Tamlyn Tomita interprète Miwako Nishizawa
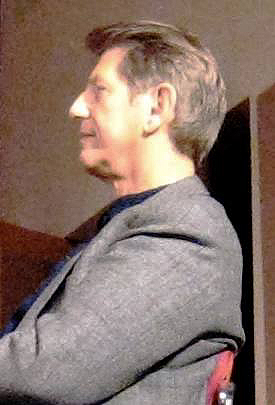
Peter Coyote interprète Jerry Hardin
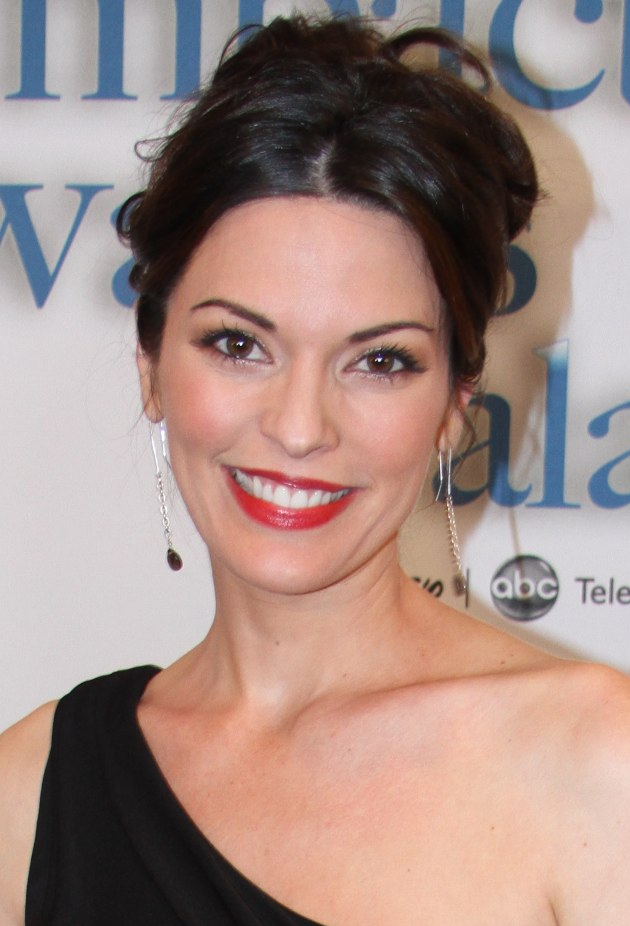
Alana de la Garza interprète Consuela Rubirosa
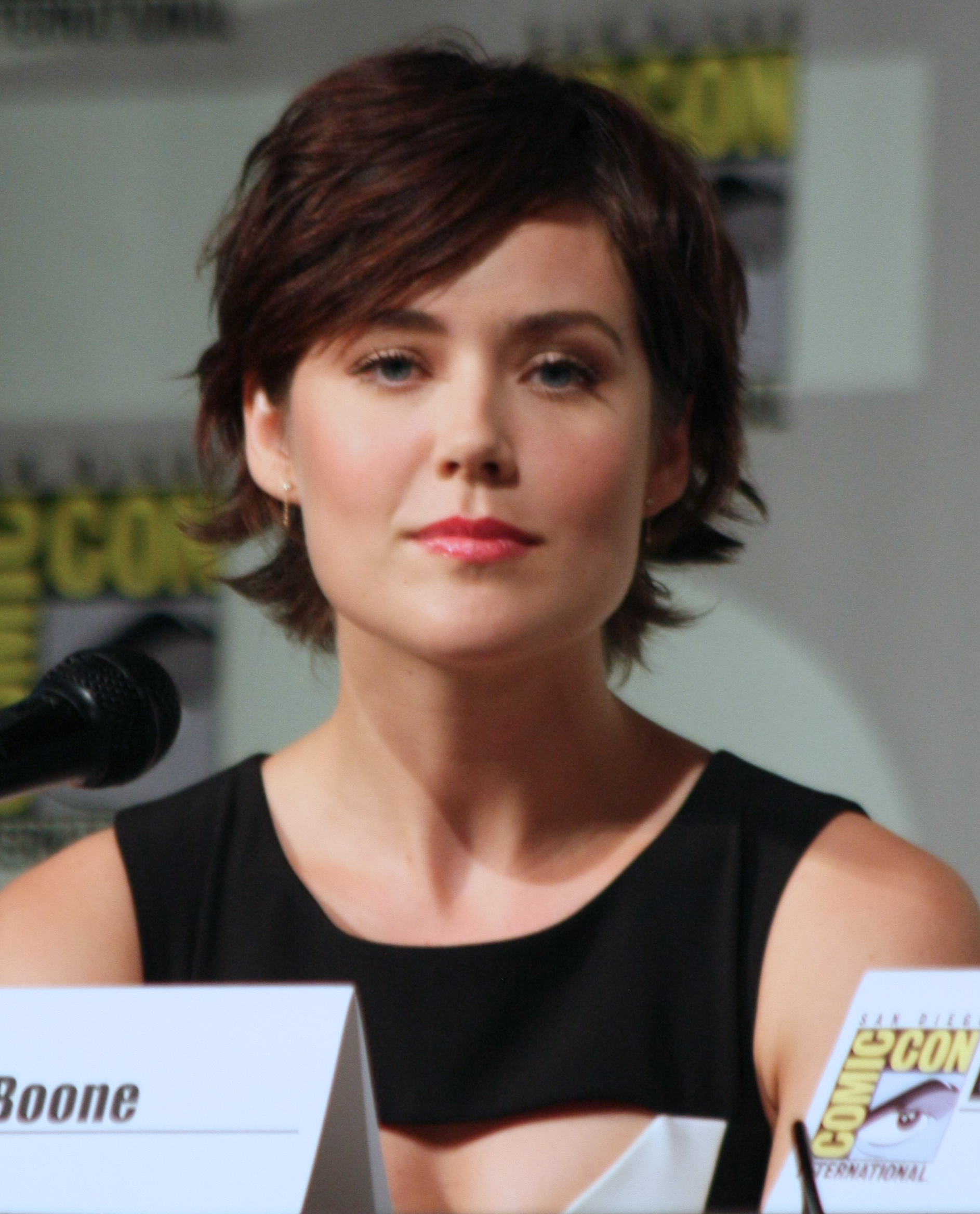
Megan Boone interprète Laura Stanton
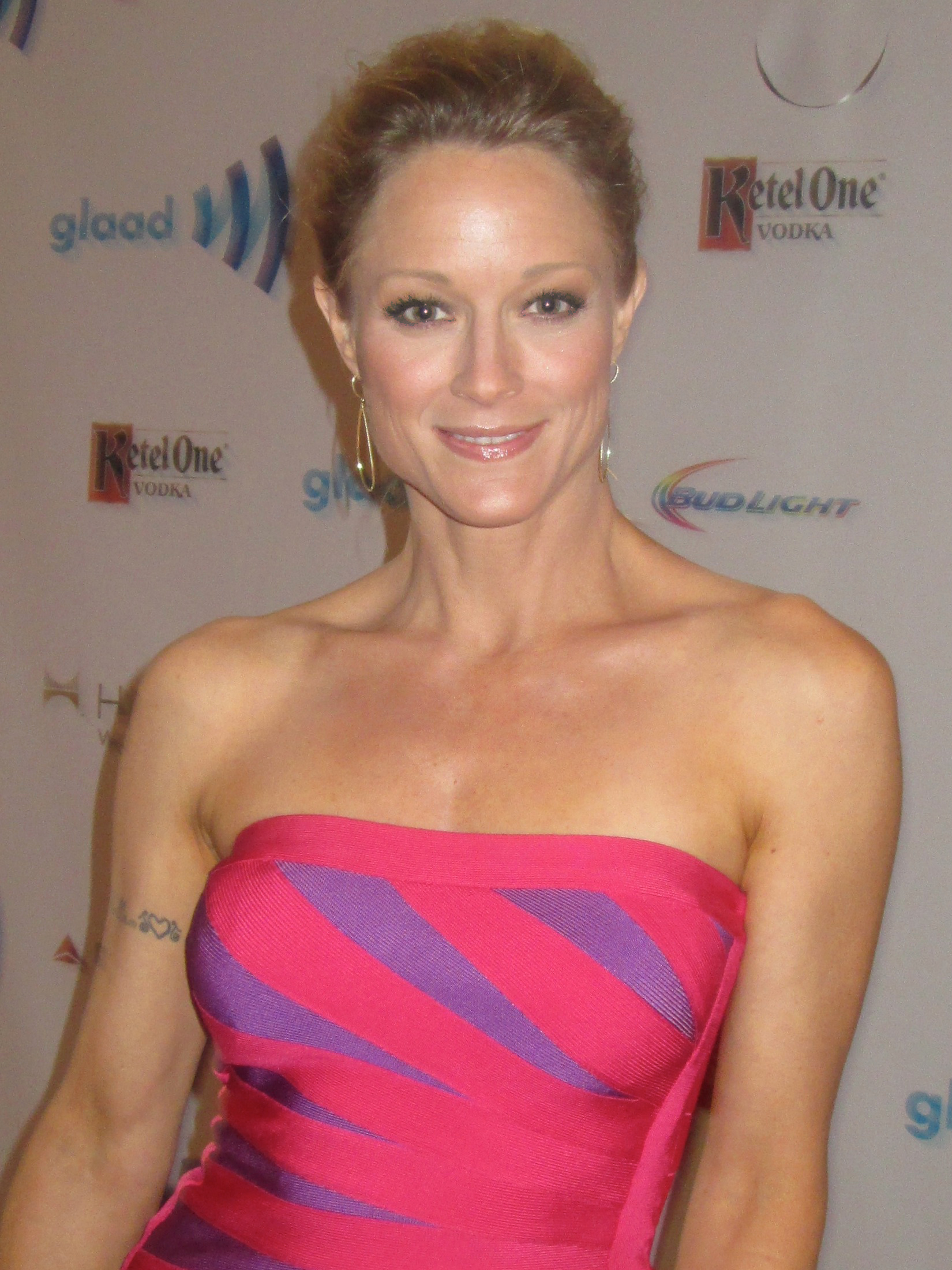
Teri Polo interprète Casey Winters

## Invités
- Danielle Panabaker : Chelsea Sennett (épisode 1)
- Shawnee Smith : Truddy Sennett (épisode 1)
- Leah Pipes : Miranda Clark (épisode 1)
- Travis Van Winkle : Colin Blackley (épisode 1)
- Oded Fehr : Nick Manto (épisode 1)
- Mira Furlan : Maria Olsen (épisode 1)
- Jay Karnes : Jim Roman (épisode 2)
- Caity Lotz : Amy Reynolds (épisode 3)
- Robert Kazinsky : Ronnie Powell (épisode 4)
- Dee Wallace-Stone : Ellen Powell (épisode 4)
- Rebecca Mader : Rebecca Townley (épisode 5)
- Rob Benedict : Adam Yarborough (épisode 5)
- John Benjamin Hickey : Thomas Nelson (épisode 5)
- Sprague Grayden : Valerie Roberts (épisode 6)
- Natalie Zea : Sarah Goodwin (épisode 6)
- Bellamy Young : Monica Jarrow (épisode 8)
- Jose Pablo Cantillo : Caesar Vargas (épisode 9)
- Tim DeKay : Don Alvin (épisode 10)
- Jason Beghe : Raymond Garson (épisode 10)
- Khloé Kardashian : elle-même (épisode 12)
- Paula Malcomson : Jill Jennings / Gwen Walker (épisode 12)
- JoBeth Williams : Mme Walker (épisode 12)
- Steven Yeun : Ken Hasui (épisode 15)
- Jodi Lyn O'Keefe : Jenn Mackie (épisode 17)
- Bob Saget : Adam Brennan (épisode 21)
- Tony Plana : Jorge Gomez (épisode 22)
- Marlene Forte : Inez Gomez (épisode 22)
- Dean Norris : Bob Kentner (épisode 22)

## Ordre hiérarchique des personnages

### Saison 1, épisodes 1 à 12 (2010)
- Lieutenant : Arleen Gonzales
- Inspecteur : Rex Winters
- Inspecteur : Tomas « TJ » Jaruszalski
- Procureur : Jerry Hardin
- Substitut du procureur principal :
  - Équipe A : Ricardo Morales
  - Équipe B : Jonah « Joe » Dekker Dekker
- Substitut du procureur adjoint :
  - Équipe A : Evelyn Price
  - Équipe B : Lauren Stanton

### Saison 1, épisodes 13 à 22 (2011)
- Lieutenant : Arleen Gonzales
- Inspecteur : Ricardo Morales
- Inspecteur : Tomas « TJ » Jaruszalski
- Procureur : Jerry Hardin
- Substitut du procureur principal : Jonah « Joe » Dekker
- Substitut du procureur adjoint : Constance Rubirosa (à la suite d'une mutation de New York)

## Développement
Le projet a débuté en janvier 2010, puis en avril, NBC a commandé treize épisodes pour l'automne, puis lors des Upfronts 'a la mi-mai 2010, place la série dans la case du mercredi à 22 h à l'automne.
Le casting a débuté en juillet 2010, en débutant par Skeet Ulrich, Alfred Molina, Terrence Howard et Corey Stoll, Wanda De Jesus (Arleen) et Regina Hall, Megan Boone et Teri Polo.
Le 10 septembre 2010, Wanda De Jesus quitte la série après le tournage des deux premiers épisodes, et est remplacée une semaine plus tard par Rachel Ticotin, les scènes impliquant son personnage sont tournées de nouveau. Peter Coyote décroche ensuite un rôle récurrent.
Le tournage de la première saison devrait commencer à partir du 2 août 2010 et être diffusé le 29 septembre 2010 juste après New York, unité spéciale pour donner un petit coup de pouce à la série.
Le 18 octobre 2010, NBC a commandé neuf épisodes supplémentaires pour la première saison, ce qui la porte à 22 épisodes.
À la mi-novembre 2010, NBC annonce le retour de la série dans la case du mardi à partir du 8 février 2011. Par contre, à la mi-janvier 2011, Regina Hall, Megan Boone et Skeet Ulrich quittent la série. Conséquemment, NBC repousse la date de retour de la série, le personnage d'Alfred Molina devient détective, puis Alana de La Garza, de la série L&O originale, déménage à Los Angeles.
En mars 2011, Terrence Howard participe à un épisode cross-over avec la série dérivée SVU.
Après un « hiatus » (pause longue) d'environ 4 mois, la série fait son retour le 11 avril 2011.
Le 13 mai 2011, la série est officiellement annulée.

## Fiche technique
- Scénario : René Balcer
- Production : Peter Jankowski, Blake Masters, Dick Wolf, René Balcer, Mark Dragin, Jill Lopez Danton

## Épisodes
1. Bienvenue à Hollywood (Hollywood)
2. Vivre l'enfer (Echo Park)
3. Plage privée (Harbor City)
4. Les Petites Victimes (Sylmar)
5. La Place de l'autre (Pasadena)
6. Maîtresse à bord (Hondo Field)
7. Le Prédateur (Ballon Creek)
8. Travail de sape (Playa Vista)
9. Pieds de serpent (Zuma Canyon)
10. Portrait d'un tueur (Silver Lake)
11. East Pasadena (East Pasadena)
12. Une vie si parfaite (Benedict Canyon)
13. Les Trois Récidives (Reseda)
14. Premiers émois (Runyon Canyon)
15. Histoire de fou (Hayden Tract)
16. Le Feu de la colère (Big Rock Mesa)
17. Père indigne (Angel's Knoll)
18. Captive (Plummer Park)
19. Bonne ou mauvaise foi ? (Carthay Circle)
20. Discriminations (El Sereno)
21. Sans protection (Van Nuys)
22. Enjeu familial (Westwood)